# Diocesi di Dorpat

Mappa della Livonia nel 1260 e della diocesi di Dorpat (in arancione)

La diocesi di Dorpat (in latino: Dioecesis Tarbatensis) è una sede soppressa della Chiesa cattolica.

## Territorio
La diocesi si estendeva nella regione sud-orientale dell'odierna Estonia, che nel Basso Medioevo era parte della Confederazione della Livonia.
Sede vescovile era la città di Tartu (in tedesco: Dorpat), dove oggi si trovano le rovine della cattedrale, che era dedicata a San Pietro.

## Storia
La diocesi fu eretta agli inizi del XIII secolo.
Il primo vescovo, il cistercense Teodorico (Dietrich), pose la sede episcopale a Leal, nell'ovest del Paese. Il suo successore Hermann trasferì la sede a Dorpat, nel sud-est dell'odierna Estonia: papa Innocenzo IV confermò questo trasferimento il 5 febbraio 1254.
Originariamente suffraganea dell'arcidiocesi di Lund, nel 1253 Dorpat entrò a far parte della provincia ecclesiastica dell'arcidiocesi di Riga.
I vescovi di Dorpat detenevano tanto il potere religioso, quanto quello civile, in quanto Dorpat era un principato ecclesiastico indipendente.
Il vescovo Hermann von Buxhoeven è tra i più conosciuti e famosi vescovi-principi di Dorpat per aver guidato le truppe dell'Ordine Teutonico contro le armate del principe Aleksandr Nevskij di Novgorod nella battaglia passata alla storia con il nome di battaglia del lago ghiacciato (5 aprile 1242).
L'ultimo vescovo in comunione con la Santa Sede fu Hermann Weiland, deposto dai Russi il 23 agosto 1558, deportato in Russia e morto nel giugno 1563.

## Cronotassi dei vescovi
- Dietrich, O.Cist. † (30 ottobre 1213 - 18 luglio 1218 deceduto)
- Hermann von Buxhoeven † (1219 - 1245 dimesso)
- Bernhard † (1245 - 1254)
- Alexander † (1263 - 18 febbraio 1268 deceduto)
- Friedrich von Haseldorf † (1268 - 4 dicembre 1285 deceduto)
- Bernhard † (prima del 12 febbraio 1289 - dopo il 1299 deceduto)
- Dietrich von Vischhausen † (1303 - 1312 deceduto)
- Nicolaus, O.P. † (15 gennaio 1313 - 1319/1321 deceduto)
- Engelbert von Dahlen † (26 novembre 1323 - 18 ottobre 1341 nominato arcivescovo di Riga)
- Wessel † (25 settembre 1342 - ? deceduto)
- Johann von Vischhausen † (23 ottobre 1346 - ? deceduto)
- Heinrich de Velde † (5 settembre 1373 - 1378 deceduto)
- Dietrich Damerau † (21 dicembre 1378 - 1400 dimesso)
- Heinrich Wrangel † (15 dicembre 1400 - dopo il 5 giugno 1403 deceduto)
- Bernhard † (7 gennaio 1411 - prima del 1413 deceduto)
- Dietrich Ressler † (14 aprile 1413 - 1426 deceduto)
- Dietrich Gronow † (16 febbraio 1427 - 1438 deceduto)
- Bartholomaeus Sawijerwe † (17 marzo 1443 - 1457 deceduto)
- Helmich † (22 dicembre 1459 - ? dimesso)
- Andreas † (5 dicembre 1468 - 1473 deceduto)
- Johann Bertkow † (6 giugno 1473 - 1484 deceduto)
- Dietrich Hake † (18 luglio 1485 - 1499 deceduto)
- Johann Buxhöwden † (20 marzo 1499 - 1503 deceduto)
- Gerhard Schwut † (22 dicembre 1505 - 1514 deceduto)
- Johann Duisburg † (15 maggio 1514 - 1514 deceduto)
- Christian Bomhower † (30 ottobre 1514 - ? deceduto)
- Johann Blankenfeld † (19 giugno 1518 - 29 giugno 1524 nominato arcivescovo di Riga)
- Johann Gellingshausen † (16 agosto 1532 - dopo il 9 marzo 1543 deceduto)
- Jobst von der Reck † (21 aprile 1544 - 1552 dimesso)
- Hermann Weiland, O.Cist. † (25 giugno 1554 - giugno 1563 deceduto)